# Govindanahalli, Alur
Govindanahalli là một làng thuộc tehsil Alur, huyện Hassan, bang Karnataka, Ấn Độ.